# Marvin Chávez
Marvin Antonio Chávez, plus couramment appelé Marvin Chávez, est un footballeur hondurien né le 3 novembre 1983 à La Ceiba. Il qui évolue au poste d'attaquant.

## Carrière

### En club
Le 8 mai 2014, il est transféré au Chivas USA dans le cadre d'un échange entre trois équipes de MLS. Pour son premier match sous ses nouvelles couleurs, il inscrit un doublé contre son ancien club, les Rapids du Colorado.

### En équipe nationale
Le 5 mai 2014, Chavez est appelé par Luis Fernando Suárez dans la liste des 23 joueurs qui disputeront la Coupe du monde 2014 avec le Honduras.

## Palmarès
- MLS Supporters' Shield : 2012
- Copa Centroamericana : 2011